# Clyde (Wisconsin)
Clyde – miasto w Stanach Zjednoczonych, w stanie Wisconsin, w hrabstwie Iowa.